# Heterospathe elata
Heterospathe elata är en enhjärtbladig växtart som beskrevs av Rudolph Herman Scheffer. Heterospathe elata ingår i släktet Heterospathe och familjen Arecaceae.

## Underarter
Arten delas in i följande underarter:
- H. e. elata
- H. e. palauensis